# 마틴 쿠퍼

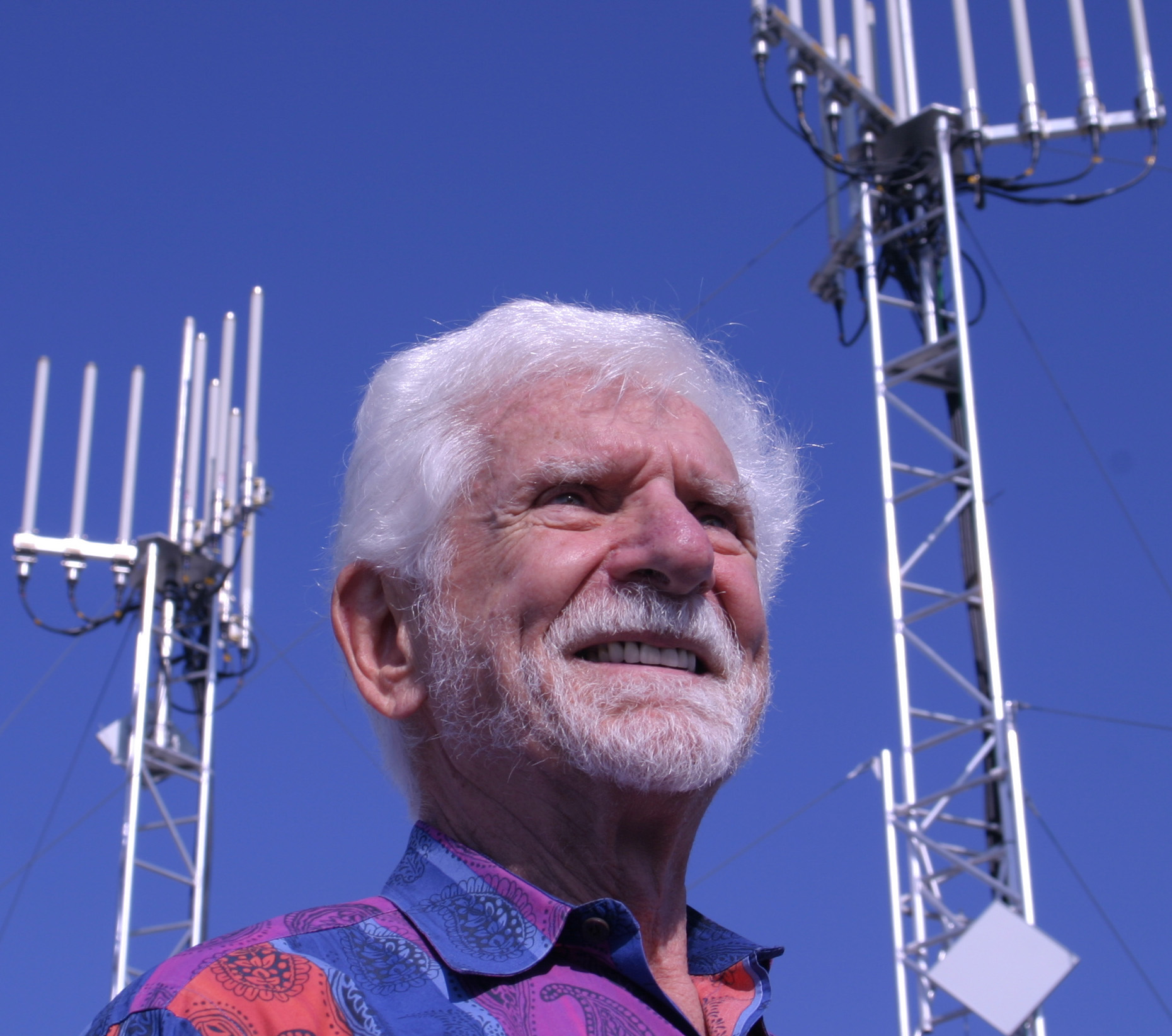

마틴 쿠퍼(Martin Cooper, 1928년 12월 26일 ~ )는 미국의 엔지니어이다. 그는 무선 통신 산업, 특히 무선 스펙트럼 관리 분야의 선구자이며 해당 분야에서 11개의 특허를 보유하고 있다.
1973년 4월 3일, 그는 모토로라에서 근무하는 동안 맨해튼의 보도에서 경쟁사인 벨 연구소의 상대방에게 휴대용 휴대 전화로 처음으로 공개 전화를 걸었다. 쿠퍼는 1973년에 최초의 휴대용 휴대전화를 재현했으며 이를 재개발하여 1983년에 시장에 출시하는 팀을 이끌었다. 그는 "(휴대용) 휴대전화의 아버지"로 간주된다.
쿠퍼는 아내이자 비즈니스 파트너인 알렌 해리스와 함께 수많은 통신 회사의 공동 창립자이다. 그는 캘리포니아주 델마에 위치한 다이나 LLC의 공동 창립자이자 현 회장이다. 쿠퍼는 또한 미국 연방 통신 위원회와 미국 상무부를 지원하는 위원회에도 참여하고 있다.
2010년에 쿠퍼는 휴대형 휴대용 전화기 개발 및 배포에 대한 리더십을 인정받아 미국 공학 아카데미(National Academy of Engineering) 회원으로 선출되었다.